# L'Enfant qui criait au loup
 (mars 2021).
La mise en forme du texte ne suit pas les recommandations de Wikipédia : il faut le « wikifier ».
Les points d'amélioration suivants sont les cas les plus fréquents :
- Les titres sont pré-formatés par le logiciel. Ils ne sont ni en capitales, ni en gras.
- Le texte ne doit pas être écrit en capitales (les noms de famille non plus), ni en gras, ni en italique, ni en « petit »…
- Le gras n'est utilisé que pour surligner le titre de l'article dans l'introduction, une seule fois.
- L'italique est rarement utilisé : mots en langue étrangère, titres d'œuvres, noms de bateaux, etc.
- Les citations ne sont pas en italique mais en corps de texte normal. Elles sont entourées par des guillemets français : « et ».
- Les listes à puces sont à éviter, des paragraphes rédigés étant largement préférés. Les tableaux sont à réserver à la présentation de données structurées (résultats, etc.).
- Les appels de note de bas de page (petits chiffres en exposant, introduits par l'outil «  Source ») sont à placer entre la fin de phrase et le point final[comme ça].
- Les liens internes (vers d'autres articles de Wikipédia) sont à choisir avec parcimonie. Créez des liens vers des articles approfondissant le sujet. Les termes génériques sans rapport avec le sujet sont à éviter, ainsi que les répétitions de liens vers un même terme.
- Les liens externes sont à placer uniquement dans une section « Liens externes », à la fin de l'article. Ces liens sont à choisir avec parcimonie suivant les règles définies. Si un lien sert de source à l'article, son insertion dans le texte est à faire par les notes de bas de page.
- La présentation des références doit suivre les conventions bibliographiques. Il est recommandé d'utiliser les modèles {{Ouvrage}}, {{Chapitre}}, {{Article}}, {{Lien web}} et/ou {{Bibliographie}}. Le mode d'édition visuel peut mettre en forme automatiquement les références.
- Insérer une infobox (cadre d'informations à droite) n'est pas obligatoire pour parachever la mise en page.

Pour une aide détaillée, merci de consulter Aide:Wikification.
Si vous pensez que ces points ont été résolus, vous pouvez retirer ce bandeau et améliorer la mise en forme d'un autre article.

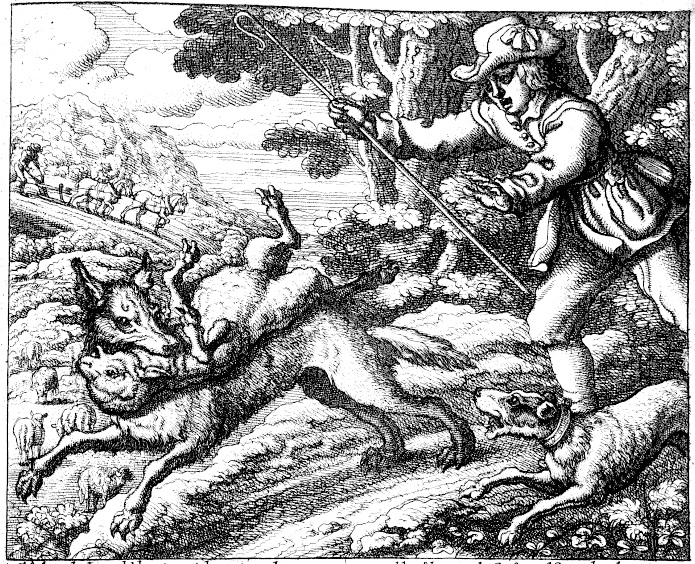
Illustration de la fable par Francis Barlow, 1687.

L'Enfant qui criait au loup est une fable d'Ésope. Elle est également appelée Le Berger mauvais plaisant.
C'est cette fable qui est à l'origine de l'expression française « crier au loup », c'est-à-dire « exagérer l'alerte ». À force de toujours prétendre que quelque chose arrive, lorsque celle-ci se produit, personne ne nous croit.

## La fable
La fable raconte l'histoire d'un jeune berger qui s'amuse à plusieurs reprises à faire croire aux villageois du village voisin qu'un loup attaque ses moutons. Ceux-ci viennent à son aide, mais à force de venir pour rien leur patience s'amenuise. Le jour où un loup apparaît réellement face au jeune berger, ce dernier appelle à l'aide les villageois qui ne viennent pas, s'imaginant avoir encore affaire à une farce de sa part. Les moutons seront alors mangés par le loup.
La morale de la version grecque est « que les menteurs ne gagnent qu’une chose, c’est de n’être pas crus, même lorsqu’ils disent la vérité ».
Cette morale rappelle une déclaration attribuée à Aristote par Diogène Laërce dans le Livre 5 : Les péripatéticiens de sa série Vies et Opinions d'éminents philosophes. Lorsque l'on demande à Aristote ce que gagnent ceux qui mentent, il répond « que lorsqu'ils disent la vérité, ils ne sont pas crus ». Par ailleurs, Aristote explique qu’il est contre-nature d’investir le langage d’une signification contraire à la pensée ; le mensonge est donc mauvais en soi.
Finalement avec le temps cette fable mettra aussi en avant que les enfants et les adultes sont égaux face au danger.

## L'histoire de la fable
Cette fable date de l'Antiquité, mais comme les fables circulaient de façon orale, le premier recueil de Fables d'Ésope a été constitué par Démétrios de Phalère au IVe siècle av. J.-C., plus de deux cents ans après la mort d'Ésope. Bien que ce recueil ait été perdu, il a donné naissance à de nombreuses versions, comme par exemple l'édition critique de Chambry de 1927.
Elle a beaucoup évolué avec le temps. Dans la première version, seuls les moutons sont dévorés. Dans les versions ultérieures de la fable, le loup mange également le garçon qui n'est plus un berger. Puis ce seront les adultes qui seront eux aussi mangés. C'est par exemple le cas dans la version de Tony Ross en 1985 ; le loup ne mange pas seulement le garçon et les moutons, il dévore également les adultes.
Le but de cette fable est d'alerter les enfants sur le danger du mensonge. La fable est depuis l'Antiquité un outil pédagogique très prisé. Déjà au Moyen Âge, les collégiens des jésuites ou des oratoriens ne manquaient pas d'étudier celles d'Ésope ou de Phèdre. Cependant, une étude publiée dans Psychological Science montrerait qu'un conte qui met en avant l’honnêteté d’un personnage est plus efficace pour inciter les jeunes enfants à dire la vérité qu’une histoire qui met l’accent sur les conséquences négatives d’un mensonge.